# Люсі Гейл
Карен Люсілль (Люсі) Хейл (англ. Karen Lucille 'Lucy' Hale; нар. 14 червня 1989) — американська акторка кіно й телебачення, співачка. Обличчя різних марок косметичної продукції й брендів одягу. Найбільшу популярність Гейл здобула завдяки ролям на телебаченні: Кеті Щербацької в «Як я зустрів вашу маму» (2007—2014), Арії Монтгомері в «Милих ошуканках» (2010—2017), Стелли Еббот у «Довічному ув'язненні» (2018) і заголовної героїні в «Кеті Кін» (2020).
Стала однією з п'яти переможців реаліті-шоу «American Juniors» у 2003 році.

## Життєпис
Народилася в Мемфісі, штат Теннессі. Її маму звати Джулія Гейл. Батьки Люсі розлучилися, коли вона була підлітком. У неї є рідна старша сестра Меггі, що працює вчителем, брат Вес і чотири зведені сестри. Люсі отримала суворе християнське виховання. Батьки майбутньої знаменитості оберігали дитину від поганого впливу й забороняли дивитися телевізор. 
|                                         | Коли мені вдалося подивитися кліп Брітні Спірс «Baby One More Time», мені стало цікаво, хто ця дівчина з косичками і чому вона демонструє свій живіт |
| — Люсі Гейл, Інтерв'ю у журналі «Nylon» | |

Коли виповнилося 13 років вона разом зі своєю сім'єю переїхала до Лос-Анджелесу, щоб взяти участь у шоу «American Juniors» (відгалуження шоу «American Idol»). Вона стала популярною завдяки виконанню хіта 1980-х років «Call Me», а пізніше потрапила до п'ятірки фіналістів конкурсу, і, бувши частиною цього квінтету, записала кілька сольних пісень для альбому Kids in America. Вона зізнавалася, що співала, ще до того, як почала говорити. А серйозно вона стала ставитися до співу з восьми років — відтоді вона й почала мріяти про кар'єру зірки. У тому ж 2003 році Гейл з'явилася в ефірі різних телевізійних проєктів: «An American Idol Christmas», «Entertainment Tonight» і «Slime Time Live» на каналі Nickelodeon.
Страждала від алкогольної та наркотичної залежності. 2 січня 2024 року відмітила два роки тверезості.

## Акторська кар'єра
З 2004 року почалася кар'єра Люсі в кіно — симпатичну дівчину нерідко запрошували взяти участь у зйомках. Гейл набиралася акторського досвіду, знімаючись в епізодичних ролях у серіалах «Чужа сім‘я», «Дрейк і Джош», «Ned's Declassified School Survival Guide», «Як я зустрів вашу маму», «Секрети маленького містечка» та інших. На зйомках серіалу «Чаклуни з Вейверлі Плейс», де Люсі знімалася в декількох епізодах першого сезону, вона познайомилася з актором Девідом Генрі, з яким згодом стала зустрічатися.
У 2007 році Гейл з'являлася в серіалах «American Family» і «Приватна практика». Люсі також отримала роль Беккі Саммерс у фантастичному серіалі «Біобаба». Вона зіграла молодшу сестру головної героїні, яка за сумісництвом подає надії хакера. Це була її перша помітна роль, однак трансляцію шоу припинили через страйк сценаристів. Акторка також з'явилася в проєкті «The Apostles», в рамках якого співробітники поліції намагаються розділити своє професійне й особисте життя. Люсі виконала роль Рейчел, дочки одного з офіцерів. Цього ж року Гейл зіграла в мелодрамі «Джинси — талісман 2», де знімалися, в тому числі Блейк Лайвлі й Америка Феррера. У фільмі розповідається про чотирьох подруг дитинства, яких розвела доля, і тільки джинси з секонд-хенду, які ідеально підходять кожній з них і передаються з рук в руки, не дають подругам забути про дружбу. Люсі дісталася роль молодшої сестри однієї з головних героїнь.
У 2008 році Гейл почала зніматися в комедійному серіалі каналу CW «Розбещені». Вона грала одну з двох красивих, норовливих сестер — учениць головної героїні Меган Сміт. А у 2009 Гейл з'явилася відразу в трьох телефільмах — «Ruby & the Rockits», «Острів страху» і «Війна у гуртожитку».
У 2010—2017 роках Люсі грала головну роль у популярному серіалі «Милі ошуканки», завдяки якому вона здобула нових шанувальників. Акторка грала одну з чотирьох дівчат (Арію Монтгомері), дружба яких обірвалося після того, як зникла їх спільна найкраща подруга Елісон. Через рік дівчатам почали приходити анонімні повідомлення, що містили, зокрема, секрети, які знала тільки Елі. За цю роль Люсі була відзначена чотирма нагородами Teen Choice Awards, Young Hollywood Awards та іншими.
У 2011-му році актриса з'явилася у фільмі жахів Веса Крейвена «Крик 4» і виконала головну роль у фільмі «Історія Попелюшки 3». А у 2012 озвучила одну з фей в анімаційній картині «Феї: Таємниця зимового лісу». У 2013 році Гейл разом з актором серіалу «Хор» Дарреном Кріссом була ведучою Teen Choice Award 2013. У липні вона була оголошена новим послом краси Mark (відгалуження компанії Avon), і зайнялася благодійністю в рамках компанії m.poverment by Mark, яка допомагає жінкам, що страждають від насильства.
У 2014 році Люсі була запрошеною зіркою в серіалі каналу ABC Family «Татусь» у ролі Пайпер Стокдейл. Також було офіційно підтверджено її повернення в серіал «Як я зустрів вашу маму».

## Музична кар'єра
З початком акторської кар'єри музична відійшла на другий план, але у 2011 році Люсі записала кілька саундтреків для фільму «Історія Попелюшки 3». Завдяки цьому у 2012 вона підписала контракт з одним із найбільших лейблів звукозапису Hollywood Records.
Після двох років роботи дівчина записала свій дебютний кантрі-альбом «Road Between», який вийшов 3 червня 2014 року. 7 січня 2014 вийшов її дебютний сингл «You Sound Good to Me», який моментально очолив кантрі-чарти США, Канади та Австралії. Кліп на пісню був знятий режисером Філіпом Адельманом.

## Особисте життя
У неї є дві собаки на ім'я Елвіс і Етель. У вільний час вона любить піші прогулянки, займається йогою та пілатесом.

### Здоров'я
У січні 2024 року Гейл оголосила, що два роки була тверезою, не вживаючи  алкоголь. Вона почала пити в 14 років і кілька разів працювала над тим, щоб кинути алкоголь. Вона також боролася з тривожністю та депресією.

## Фільмографія
| Телебачення | Телебачення                                        | Телебачення                              | Телебачення                | Телебачення               |
| Рік         | Назва                                              | Оригінальна назва                        | Роль                       | Примітки                  |
| ----------- | -------------------------------------------------- | ---------------------------------------- | -------------------------- | ------------------------- |
| 2005        | Розсекречені керівництво Неда по виживанню в школі | Ned's Declassified School Survival Guide | Еймі Кесседі               |                           |
| 2006        | Дрейк і Джош                                       | Drake & Josh                             | Хейзел                     |                           |
| 2006        | Секрети маленького містечка                        | Secrets of a Small Town                  | Тіша Стіл                  |                           |
| 2006        | Чужа сім'я                                         | The O.C.                                 | Гейлі Хавторн              |                           |
| 2007        | Американська Сім'я                                 | American Family                          | Брітані Джейн              | Телевізійний фільм        |
| 2007—2014   | Як я зустрів вашу маму                             | How I Met Your Mother                    | Кеті Щербатскі             |                           |
| 2007        | Біонічна жінка                                     | Bionic Woman                             | Бекас Саммерс              |                           |
| 2007—2012   | Чаклуни з Вейверлі Плейс                           | Wizards of Waverly Place                 | Міранда                    |                           |
| 2008        | Апостоли                                           | The Apostles                             | Рейчел Рудел               | Телевізійний фільм        |
| 2008        | Джинси, як символ дружби 2                         | The Sisterhood of the Traveling Pants 2  | Еффі                       | Фільм                     |
| 2008—2009   | Розпещені                                          | Privileged                               | Роуз Байкер                |                           |
| 2009        | Острів Страху                                      | Fear Island                              | Меган                      | телевізійний фільм        |
| 2009        |                                                    | Ruby & the Rockits                       | Крістен                    |                           |
| 2009        | Війни в жіночій общаге                             | Sorority Wars                            | Кеті Паркер                | Телевізійний фільм        |
| 2009        | Приватна практика                                  | Private Practice                         | Даниель                    |                           |
| 2010        | C.S.I.: Місце злочину Маямі                        | C.S.I.: Miami￼                           | Фібі Ніколс/Ванесса Пантон |                           |
| 2010—2017   | Милі ошуканки                                      | Pretty Little Liars                      | Арія Монтгомері            | Головна роль 160 епізодів |
| 2012        | Феї: Таємниця зимового лісу                        | Secret of the Wings                      | Незабудка                  | озвучка                   |
| 2012        | Підстава                                           | Punk'd                                   | Камео                      | Телешоу                   |
| 2014        | Татусь                                             | Babby Daddy                              | Пайпер Стокдеїл            |                           |
| 2018        | Довічне ув'язнення                                 | Life Sentence                            | Стелла Еббот               | Головна роль 13 епізодів  |
| 2018        | Правда або дія                                     | Truth or Dare                            | Олівія                     | Фільм                     |
| 2019        | Райан Хансен розв'язує злочини на телебаченні      | Ryan Hansen Solves Crimes on Television  | Лейк                       | 1 епізод                  |
| 2020—2021   | Рівердейл                                          | Riverdale                                | Кеті Кін                   | 2 епізоди                 |
| 2020        | Кеті Кін                                           | Katy Keene                               | Кеті Кін                   | Головна роль              |
| 2020        | Острів фантазій                                    | Fantasy Island                           | Мелані Коул                | Фільм                     |
| 2020        | Секрети Сексу                                      | A Nice Girl Like You                     |                            | Фільм                     |
| 2021        | Зшивач                                             | Ragdoll                                  | Лейк Едмундс               | Телесеріал                |
| 2021        | Мій коханий ворог                                  | The Hating Game                          | Люсі Гаттон                | Фільм                     |
| 2022        | Велика золота цегла                                | Big Gold Brick                           | Лілі                       | Фільм                     |
| 2025        | Секс, шлюб, вбивство                               | F*** Marry Kill                          | Єва                        | Фільм                     |